# Nausnitz
Nausnitz là một đô thị thuộc huyện Saale-Holzland, trong bang Thüringen, Đức. Đô thị Nausnitz có diện tích 1,42 km².